# Kevin Sangsamanan
Kevin Sangsamanan (thailändisch เควิน สังสมานันท์, * 20. Mai 1997 in Surin) ist ein thailändisch-schwedischer Fußballspieler.
Kevin Sangsamanan wurde als Sohn einer Thailänderin und eines Schweden geboren.

## Karriere
Bis 2015 spielte Kevin Sangsamanan beim AFC Eskilstuna in Eskilstuna (Schweden). 2016 wechselte er nach Vallentuna und schloss sich Vallentuna BK an. In die Heimat seiner Mutter ging er 2018. Hier unterschrieb er einen Vertrag beim thailändischen Meister Buriram United in Buriram. In Buriram kam er in der ersten Liga nicht zum Einsatz. Chiangrai United nahm ihn 2019 unter Vertrag. Der Erstligist aus Chiangrai lieh ihn umgehend an den Erstligaaufsteiger Chiangmai FC, einem Verein, der in Chiangmai beheimatet ist, aus. Hier kam er in der Saison 2019 auf einen Einsatz.
Seit dem 1. Januar 2020 ist Kevon Sangsamanan vertrags- und vereinslos.

## Erfolge
Buriram United
- Thai League: 2018
- Thai FA Cup: 2018 (Finalist)